# 좌익 파시즘
좌익 파시즘(영어: Left-wing fascism, Left fascism, Red fascism) 또는 좌파 전체주의는 좌파적 성향의 파시즘, 전체주의를 가리킨다. 일반적으로 좌익 파시즘은 파시스트중에서 주로 사회주의적 성향을 지닌 사상이나 인물을 가리키며 대표적으로 그레고어 슈트라서와 오토 슈트라서의 슈트라서주의와 국민볼셰비즘이 있다.
일반적인 의견이라 할 수 없지만, 위르겐 하버마스에 의해 좌익 파시즘의 존재에 대한 비판이 제기된 이래 질 들뢰즈, 베르나르 앙리 레비 등에 의해 지적된 바 있다. 대표적인 사례로 스탈린 치하의 소련, 처이발상 치하의 몽골, 호치민 치하의 베트남, 북한의 군부 정치가 지목되고 있다. 이는 사회주의 또는 마르크스주의 혹은 공산주의적 성향의 전체주의로 쥘 베른슈타인에 의해 문제점이 지적된 바 있으나, 1951년 7월의 프랑크푸르트 선언을 통해 비판적 의견이 제시되었다.

## 기원
좌익 파시즘에 대한 비판은 공동체에 대한 개인의 자유나 권리도 희생할 수 있다는 일부 좌파 및 운동가들의 주장에 대한 반발로서 처음 나타났다. 칼 마르크스와 프리드리히 엥겔스의 영향을 받은 제자 쥘 베른은 사회주의 혁명이론의 폭력성을 발견하고 민주적인 방법 또는 의회로의 진출을 통한 사회주의 이념 실현을 주장했다. 그러나 마르크스의 사상 자체가 위험사상으로 분류되어 그의 주장은 빛을 보지 못하였다. 좌파적 파시즘의 지적은 1951년 이전에도 여러 번 지적된 바 있다. 영국에서는 2차대전 직후 일부 좌파들은 파시즘을 신봉하였으나, 히틀러 등의 패망으로 좌절되었다.
1940년은 처칠이 노동당을 포함한 거국 내각을 표방함에 따라, 일부 좌파가 신봉했던 파시즘이 독일과 이탈리아 국경을 넘어 영국에서도 하나의 이념으로 민주주의와 대적할 수 있었던 해였다. 훗날 마이클 푸트는 "1940년은 우파에게 징발당한 대단히 상징적인 해"라고 말했다.
1951년 7월 독일 프랑크푸르트암마인에서 사회주의 학자와 정치인들의 회의가 열렸고, 이때 일부 사회주의자들로부터 좌익 파시즘을 배격하자는 결의가 채택되었다. 이를 프랑크푸르트 선언, 다른 이름으로 민주사회주의 선언이라고 부른다. 프랑크푸르트 선언 이후 자유세계 30여개국 사회주의 정당에 의해 사회주의 인터내셔널이 결성되면서 확산되었다.
프랑크푸르트 회의에서 제기된 핵심적인 내용은 쥘 베른의 의회진출론 외에도, 파시즘에는 자본주의 이념과 결합한 파시즘도 있지만 스탈린 치하의 소련과 같은 공산주의적 파시즘도 존재하며, 국가와 이념이라는 이름으로도 폭력이 행사될 수 있다는 의견이 본격적으로 제기되었다. 민주주의 정치 체제내에서의 사회주의를 지향해야 하며 사회주의자는 극우 파시즘 외에도 극좌 파시즘 역시 반대, 배격해야 한다는 것이다. 이 때에 이르러 사회주의자를 독재를 옹호하는 친독재 사회주의자 내지는 공산주의자, 폭력혁명론자와 의회에 참여하고 투표와 선거를 통한 변화를 추구하거나 독재에 반대하는 사회민주주의자, 반독재 좌파, 민주적 사회주의자들로 구분짓기 시작했다.

## 경과

### 프랑스
좌익 파시즘과 민주적 좌익의 대결이라는 의견은 프랑스에서 최초로 시험대에 오르게 되었다. 프랑스 공산당은 2차 대전 당시 반(反)나치 레지스탕스 운동의 선두에 섰었고, 공산당원 또는 공산주의자들은 거의 대부분 나치에 협력하지 않고 게릴라 투쟁 등을 통해 비시정부를 타도하게 되면서 프랑스 국민의 광범위한 지지를 받게 되었다. 이후 제1야당의 지위에 올라 집권 세력이 될 뻔도 했었다.
프랑크푸르트 선언 이후 프랑스 공산당은 붕괴하였는데, 이상과 명분을 우선시하여 약자와 여성 혹은 소수에 대한 폭력을 비판하지 않았다는 점과 스탈린의 독재와 처이발상, 마오쩌둥 그리고 호치민의 독재를 명확히 비판하지 않은 것 등이 문제점으로 제기되면서 프랑스 공산당은 붕괴하게 되었다. 그 뒤 소련 전체주의와 처이발상 체제, 마오쩌둥 체제 그리고 호치민 체제를 비판하며 프랑스 공산당에서 탈퇴, 1969년 사회주의 깃발을 들고 출범한 프랑스 사회당은 1970년대 후반부터 세력이 확장되었으며, 1981년에는 당수 미테랑이 대통령에 당선되어 집권하게 되었으며 동시에 프랑스 공산당을 대체하고 제1야당으로 당세를 확장시켰다.
1981년 1월 프랑스의 양 대선후보 참모부가 칼날을 열심히 갈고 있을 때 출판된 책자가 엄청난 소란을 몰고 왔다. 책의 제목은 마치 선전 문구같이 간소하고 간결하며 단정적이었다. 바로 '프랑스 이데올로기들'이란 책이었다. 어디에나 있는 '전체주의의' 악을 추적하면서 저자인 베르나르 앙리 레비는 서두에서 비시 체제와 대독 협력을 '프랑스 색깔을 한 파시즘(모든 것이 뒤섞인 경향들)'이었을 뿐만 아니라, 페탱주의는 프랑스 정치문화의 본질 그 자체이자 초석이었다고 선량한 국민들에게 한수 가르쳤던 것이다. 베르나르 앙리 레비에 의하면 좌파 내부에도 파시스트들이 있다고 지적했다. 하버마스 논쟁 이후 다시한번 프랑스 내에서 좌익 파시즘 문제에 불을 지폈다.
마레샬의 후손들은 우리가 순진하게 믿고 있는 것처럼 몇몇의 회고적 반동자들이나 신우파 지식인들이 아니라는 것이다. 반대로 그들은 프랑스 공산당, <에스프리>, <르몽드> 등 어느 정도 극좌에 거리를 두고 선을 그은 채 모두 존중받는 기관들의 내부에 숨어있다는 주장을 했다. 조르주 마르셰, 위베르 뵈브 메리, 에마뉘엘 무니에, 30년대의 '계획(경제)주의자들', 잊을 수 없는 샤를르 페기 혹은 'CERES의 신사회주의자들' 등 이 모두가 '파시스트이며, 파시스트였으며, 앞으로도 파시스트일 것'이라는 주장을 한 것이다. 이후 베르나르 앙리 레비의 파시즘 논란에 좌파 학자들은 비판을 가했다. 앙리 레비의 표현에 의하면 '얄팍한 역사적 지식, 혼합, 그리고 조잡한 삼단논법에 대해서 우리는 그를 한껏 비판했다.'

### 독일
1960년대 중반 독일의 사상가 겸 철학자, 사회학자 위르겐 하버마스는 좌우 이념에 상관 없이 전체주의적인 행동이 나타날 수 있다고 주장하여 화제가 되기도 했다.
1971년말, 하버마스는 돌연 프랑크푸르트 대학 교수직을 던져 버리고, 스타른베르크 호숫가 근처에 있는 막스플랑크 연구소로 자리를 옮겼다. 그가 대학을 떠난 데에는 1960년대 말부터 격렬해진 서독 내 학생 운동 세력과의 갈등이 배경이 되었다. 그는 일부 학생운동가들의 과격 시위와 목적달성을 위해 누군가를 이용하거나, 반대파에게 무자비하게 대응하는 것을 보고 좌익 파시즘을 언급하기 시작한다.
그는 학생들의 폭력적인 시위를 마조히즘이라 비판하고, 학생운동을 극좌 파시즘이라고 맹렬하게 공격했다. 그는 이내 극렬 학생운동권들의 적이 되었다. 이들에게 ‘부르주아 반동 지성인'(의 한 사람)으로 매도당하는 현실에서 하버마스는 더 이상 대학에 머물며 학생들과 입씨름하고 싶지 않았다. 그때부터 하버마스는 연구소에 파묻혀 10여 년간 오직 연구와 저술에만 몰두했다. 그의 '의사소통 행위 이론'은 이후 오랜 세월의 사색과 탐구를 거쳐 탄생했다. 하버마스에 대한 극우 진영의 공격과는 별도로 좌익, 학생운동권 진영의 비판 문제는 곧 자신들의 잘못에 대한 비판을 수용하지 않는다는 극좌, 운동 진영의 편협성이 지적되는 계기를 마련했다.
이후 프랑스에서도 유사한 무렵, 유사한 논란이 제기되어 좌파적 파시즘에 대한 연구가 시작되는 계기가 마련되었다.

### 이탈리아
파시즘 운동의 시발점은 1919년 이탈리아 밀라노에서 시작된다.
초기의 파시스트들은 과격한 퇴역군인과 국가주의적 생디칼리스트, 미래파 지식인, 젊은 반(反)부르주아 불만 세력으로 민족의 영광과 사회 변화를 함께 꿈꿨던 사람들로 이루어져 있었다. 대부분의 경우, 이들이 사회주의자 및 급진적 가톨릭 정당인 이탈리아 인민당(Partito Populare Italiano, PPI)과 달랐던 점은 민족주의밖에 없었다. 실제로 초기 이탈리아 파시스트 중 많은 사람들이 무솔리니와 마찬가지로 좌익 출신들이었다. 파시스트 행동대는 파시즘 운동을 하는 사람들의 사회적 구성비가 우파 쪽으로 기울게 만들었다. 지주의 아들들과 심지어는 일부 범죄 집단들도 이제 파시즘 운동에 참여했다. 그러나 파시즘은 여전히 초기의 특성을 유지했다. 즉, 새로운 파시즘은 기성세대와 기득권에 저항하는 세대의 반란이었다.
무솔리니는 1919년 이탈리아 밀라노에서 실패한 좌익 내셔널리즘 파시즘을 고수하지 않고, 자신의 운동을 정치적 기회로 활용하는 편을 택했다. 1920년에서 1922년 사이 그의 연설과 강령에서 무솔리니가 점차 우파 쪽으로 점진적으로 변화해가는 모습을 살펴볼 수 있다. 초기 파시즘에서 가장 먼저 사라진 사상은 전쟁과 제국주의에 대한 거부였다. '참호(에서 얻을) 반전주의'는 전투의 기억이 아직 생생하던 당시 퇴역군인들 사이에 널리 퍼져 있던 신념이었다.
이탈리아 산세폴크로 광장에서 발표한 강령은 (피우메와 달마티아 해변에 대한 이탈리아의 권리를 주장하기는 했지만) '각 나라의 영토를 보전하는 것이 최우선의 원리'라는 국제연맹의 원칙을 받아들였다. 이때까지만 해도 이탈리아의 기성 우파, 반왕당파 및 공화정 세력은 귀족과 재벌들의 이권을 수호하고 그들의 지지를 바탕으로 유지하였으며, 이들을 좌파로 규정, 위험성을 경고하는 수준에서 머물렀다.
1919년 6월의 강령에서는 직업적 군대를 방어적 의미의 민병대로 대체하고 무기 및 군수품 공장을 국유화한다는 파시스트들의 주장은 그대로였지만, 국제연맹 이야기는 사라졌다. 1921년 발표한 강령에서 달라진 파시스트당은 국제연맹을 편파적이라고 비난하고, '지중해 라틴 문명의 보루'이자 이탈리아적인 것(Italianita)의 보루로서 이탈리아의 역할을 강조했으며, 이탈리아의 식민지 개척과 대규모 상비군의 필요성을 주장했다. 무솔리니는 자랑스러운 이탈리아, 로마 제국의 옛 영광, 반국가 행위자 처벌 등을 주창했다. 이러한 무솔리니와 파시스트들의 주장은 제1차 세계 대전을 거치면서 대중들의 급격한 동의를 얻으면서 기성의 우파 정당을 대체하여 집권당의 위치에 오르게 된다.

## 기타
저술가 문광훈은 "삶의 영역을 계몽화하는 일은 사회 전체 영역에서 일어나야 한다. 이때 영역 가운데 어느 하나가 다른 영역에 비해 우선시될 수는 있지만 독점되거나 특권화되어서는 곤란하다. 만약 이같은 특권화가 횡행한다면, '극좌 파시즘'이 될 수도 있기 때문이다."라 하여 극좌 파시즘의 위험이 경고된 바 있다.

## 같이 보기
| - 국가사회주의 - 그레고어 슈트라서 - 나치즘 - 독재 - 베니토 무솔리니 - 사회주의 - 생디칼리슴 - 슈트라서주의 - 알렉산드르 두긴 - 국민볼셰비즘 | - 아돌프 히틀러 - 안토니우 드 올리베이라 살라자르 - 조르주 소렐 - 좌익 내셔널리즘 - 쥘 베른슈타인 - 파시즘 - 폭력 혁명론 - 프랑크푸르트 선언 |

## 참고 자료
- 앤드류 로버츠, CEO 히틀러와 처칠 리더십의 비밀 (이은정 역, 휴먼앤북스)
- 앙리 루소, 비시 신드롬 (이학수 옮김, 휴머니스트, 2006)
- 안광복, 처음 읽는 서양철학사 (웅진지식하우스, 2007)
- 문지영, 홉스 & 로크 (김영사, 2007)
- 문광훈, 아도르노와 김우창의 예술문화론 (한길사 펴냄, 2006)
- 로버트 O. 팩스턴, 파시즘 : 열정과 광기의 정치 혁명 (손명희, 최희영 역, 도서출판 교양인)